# Turin-Caselles flygplats
Turin-Caselles flygplats (Italienska: Aeroporto di Torino-Caselle) (IATA: TRN, ICAO: LIMF), är en internationell flygplats belägen i Caselle Torinese, 16 km nordnordväst om staden Turin, i Metropolitan City of Turin, Piemonte-regionen, norra Italien. Den kallas också Sandro Pertini Airport (Aeroporto Sandro Pertini), efter Italiens tidigare president Sandro Pertini. Mellan flygplatsen och centrala Turin går det både tåg och bussar.

## Historik

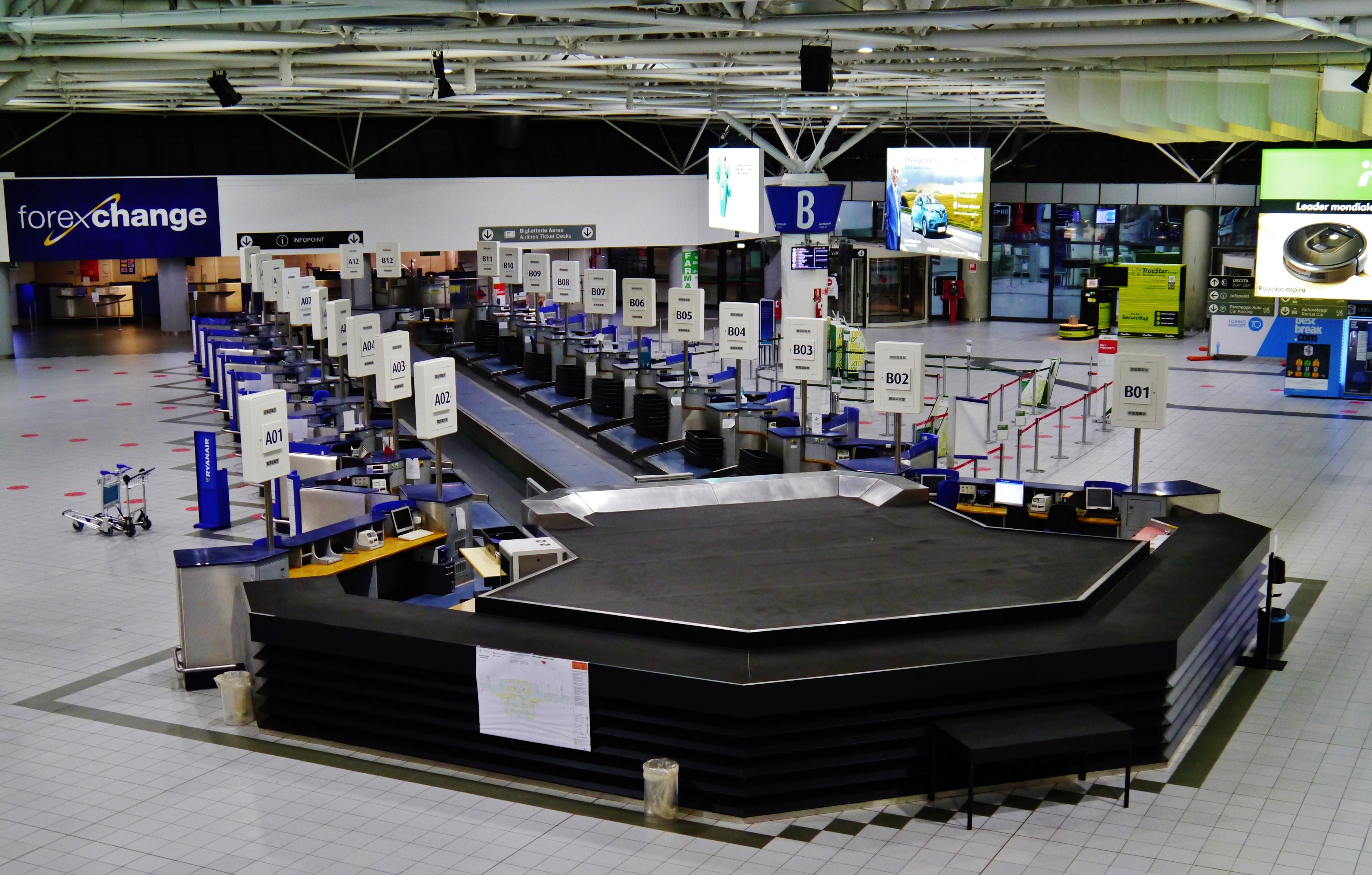
Incheckningshallen

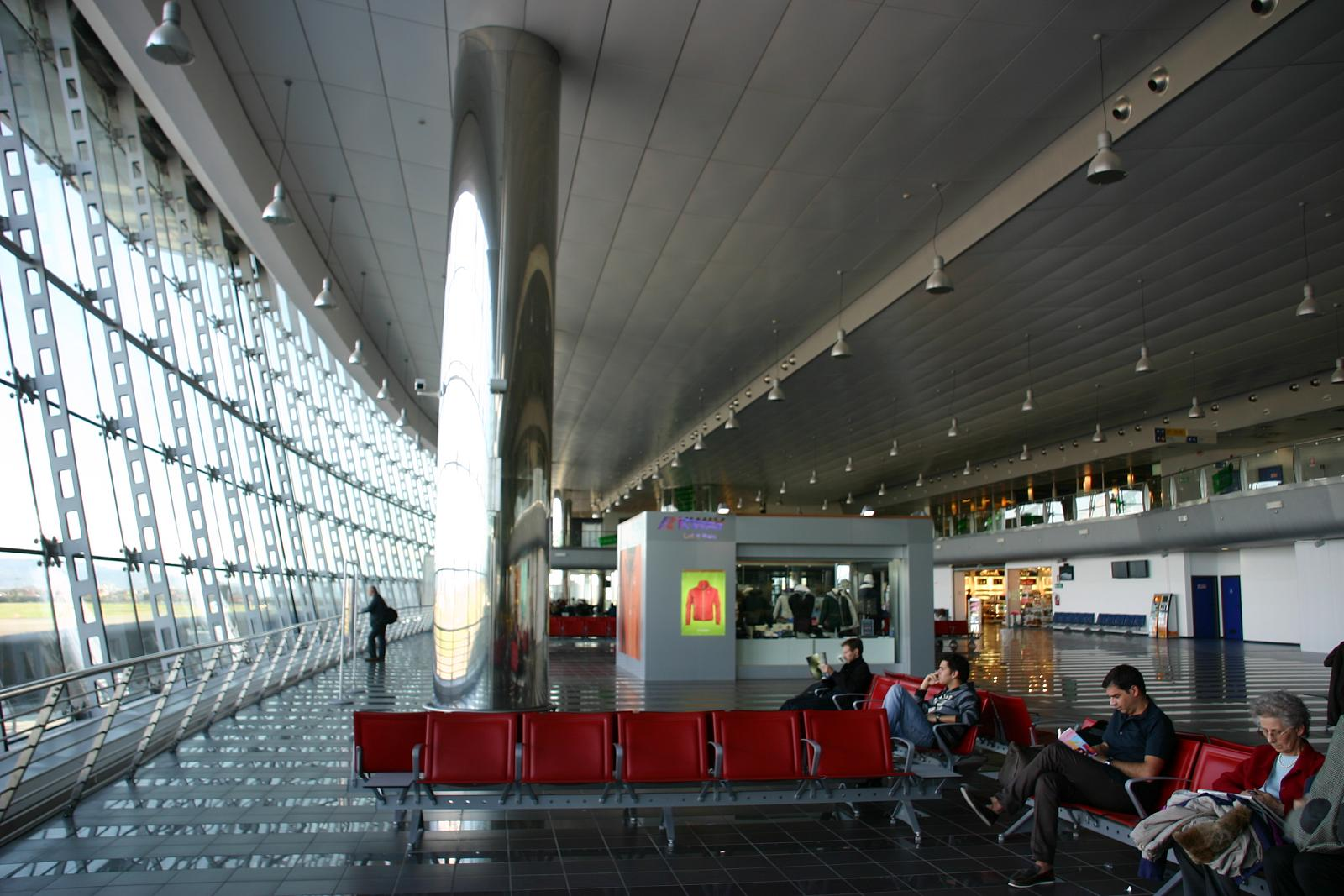
Avgångshallen

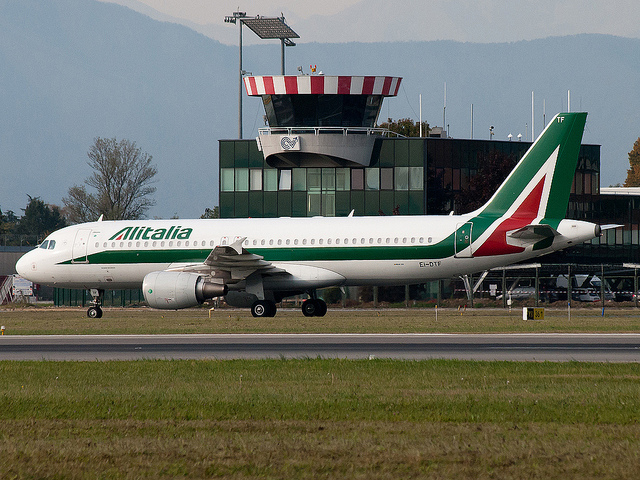
En Alitalia Airbus A320-200 under uttaxning från Turin Airport framför flygledningstornet

Flygplatsen byggdes 1953, på platsen för en flygbas under andra världskriget, och renoverades 1989 för FIFA World Cup 1990 och sedan igen 2005 som förberedelse för vinter-OS 2006. Turins flygplats vann ACI Europe Best Airport Awards i kategorin från 1 till 5 miljoner passagerare 2007, 2008 och 2022. Flygplatsen drivs av Società Azionaria Gestione Aeroporto Torino S.p.A. och administreras av den italienska civila luftfartsmyndigheten (ENAC). Myndigheten för flygtrafikledningstjänst (ATS) är ENAV S.p.A.

## Flygbolag och destinationer
Följande flygbolag har regelbundna reguljära flygningar och charterflygningar på Turin Airport: 
| Flygbolag             | Destinationer |
| --------------------- | --- |
| Air Dolomiti          | Frankfurt, München |
| Air France            | Paris–Charles de Gaulle |
| airBaltic             | Säsong: Vilnius |
| British Airways       | London–Gatwick Säsong: London–Heathrow |
| Dan Air               | Bacău |
| easyJet               | London–Gatwick Säsong: Bristol, London–Luton, Manchester, Olbia |
| Iberia                | Madrid |
| ITA Airways           | Rom–Fiumicino |
| Jet2.com              | Säsong: Birmingham, Edinburgh, Manchester |
| KLM                   | Amsterdam |
| Lumiwings             | Foggia |
| Royal Air Maroc       | Casablanca |
| Ryanair               | Barcelona, Bari, Brindisi, Cagliari, Catania, Charleroi, Köpenhamn, Dublin, Lamezia Terme, Lanzarote, London–Stansted, Madrid, Malta, Marrakesh, Neapel, Palermo, Porto, Seville, Tel Aviv, Trapani, Valencia, Vilnius Säsong: Alicante, Beauvais, Belfast–International, Birmingham, Bristol, Corfu, Ibiza, Kraków, London–Luton, Málaga, Manchester, Pescara, Prag, Shannon, Stockholm–Arlanda, Wrocław |
| Scandinavian Airlines | Säsong: Köpenhamn |
| TUI Airways           | Säsong: Belfast–International, Birmingham, Bristol, Dublin, East Midlands, Glasgow, London–Gatwick, London–Stansted, Manchester, Newcastle upon Tyne |
| Volotea               | Cagliari, Comiso (start 21 mars 2024), Neapel, Olbia, Palermo, Paris–Orly Säsong: Alghero, Lampedusa |
| Vueling               | Barcelona |
| Wizz Air              | Bucharest–Otopeni, Catania, Iași, Neapel, Tirana Säsong: Warszawa–Chopin |